# 18 mars en sport
18 février 18 avril
Chronologies thématiques
- Croisades
- Ferroviaires
- Disney

Le 18 mars (77e jour de l'année ou 78e en cas d'année bissextile) en sport.

## Événements

### XIXesiècle
- 1874 :
  - (Football) : le Dresden English FC est le 1er club fondé en Allemagne. Ce club localisé à Dresde, fut créé par des ressortissants anglais vivant et/ou travaillant à Dresde.
- 1876 :
  - (Football) : au Kennington Oval à Londres, en finale de la 5e FA Challenge Cup. Wanderers FC bat Old Etonians 3-0 devant 3 500 spectateurs.
  - (Football) : à Glasgow, (Hamilton Cresent), en finale de la 3e édition de la Coupe d'Écosse, Queen's Park s'impose face à Third Lanark, 2-0 devant 8 000 spectateurs.
- 1894 :
  - (Rugby à XV) : finale du championnat de France (USFSA) de Rugby à XV. Le Stade français s’impose face à l’Inter Nos 18-0.
- 1900 :
  - (Football) : fondation du club néerlandais de football de l'Ajax Amsterdam

### XXesièclede1901à1950
- 1919 :
  - (Football) : fondation du club espagnol de football de Valence CF

### XXesièclede1951à2000
- 1973 :
  - (Rallye automobile) : arrivée du Rallye du Portugal.
- 1995 :
  - (Rugby à XV) : le XV d'Angleterre remporte le Tournoi des Six Nations en signant un Grand Chelem.

### XXIesiècle
- 2001 :
  - (Formule 1) : Grand Prix de Malaisie.
- 2006 :
  - (Sport de combat) : réapparition du Saturday Night's Main Event après 14 ans d'absence à la WWE
- 2007 :
  - (Cyclisme sur route) : l'Espagnol Alberto Contador remporte la 65e édition de la course à étapes Paris-Nice.
  - (Sport automobile/Formule 1) : en ouverture de la saison 2007 de Formule 1, le Finlandais Kimi Räikkönen (Ferrari) remporte le Grand Prix d'Australie, devant le double champion du monde Fernando Alonso (McLaren) (2e) et le jeune débutant britannique Lewis Hamilton (McLaren) (3e), champion GP2 en 2006, qui a fait forte impression tout au long de sa première course en Formule 1, qu'il termine donc sur le podium !
- 2008 :
  - (Cyclisme sur route) : au terme de la 7e et dernière étape, le Suisse Fabian Cancellara (Team CSC) remporte la Tirreno-Adriatico 2008, devant l'Italien Enrico Gasparotto (Barloworld, 2e) et le Suédois Thomas Lövkvist (Team High Road, 3e).
- 2012 :
  - (Formule 1) : Grand Prix d'Australie.
- 2023 :
  - (Rugby à XV /Tournoi) : l'Irlande remporte le tournoi des Six Nations pour la 23e fois, en réalisant son quatrième grand chelem.

## Naissances

### XIXesiècle
- 1863 :
  - Edgar Syers, patineur artistique en couple et en individuel britannique. Médaillé de bronze en couple aux Jeux de Londres 1908. († 16 février 1946).
- 1865 :
  - Frank Burton, footballeur anglais. (1 sélection en équipe nationale). († 10 février 1948).
- 1875 :
  - Andarín Carvajal, athlète de fond cubain. († 27 janvier 1949).
- 1883 :
  - Vincenzo Florio, pilote automobile et industriel italien. († 6 janvier 1959).
- 1888 :
  - Axel Janse, gymnaste suédois. Champion olympique du système suédois aux Jeux de Stockholm 1912. († 18 août 1973).
- 1890 :
  - Henri Decoin, nageur et poloïste puis écrivain, scénariste et réalisateur français. († 4 juillet 1969).
- 1891 :
  - Charles Lelong, athlète de sprint français. Médaillé d'argent du relais 4 × 400 m aux Jeux de Stockholm 1912). († 27 juin 1970).
- 1898 :
  - Magnus Goodman, hockeyeur sur glace puis entraîneur canadien. Champion olympique aux Jeux d'Anvers 1920. († 18 juillet 1991).
- 1899 :
  - Américo Tesoriere, footballeur argentin. Vainqueur des Copa América 1921 et 1925. (38 sélections en équipe nationale). († 30 décembre 1977).

### XXesièclede1901à1950
- 1902 :
  - Zoilo Saldombide, footballeur uruguayen. Champion olympique aux Jeux de Paris 1924. Champion du monde de football 1930. Vainqueur des Copa América 1924 et 1926. (15 sélections en équipe nationale). († 4 décembre 1981).
- 1906 :
  - Karl Sesta, footballeur puis entraîneur autrichien. (44 sélections en équipe nationale). († 8 décembre 1974).
- 1928 :
  - Miguel Poblet, cycliste sur route puis directeur sportif espagnol. Vainqueur des Milan-San Remo 1957 et 1959, des Tours de Catalogne 1952 et 1960.(† 6 avril 2013).
- 1937 :
  - Rudi Altig, cycliste sur piste et sur route puis directeur sportif allemand. Champion du monde de cyclisme sur piste de la poursuite 1960 et 1961. Champion du monde de cyclisme sur route 1966. Vainqueur du Tour d'Espagne 1962, du Tour des Flandres 1964 et de Milan-San Remo 1968. († 11 juin 2016).
  - Mark Donohue, pilote de F1 et d'endurance autrichien. († 19 août 1975).
- 1938 :
  - Timo Mäkinen, pilote de rallye automobile finlandais. (4 victoires en rallye). († 4 mai 2017).
- 1946 :
  - Michel Leclère, pilote de courses automobile français.
- 1948 :
  - Guy Lapointe, hockeyeur sur glace canadien.
  - Eknath Solkar, joueur de cricket indien. (27 sélections en test cricket).(† 26 juin 2005).
- 1949 :
  - Alex Higgins, joueur de snooker nord-irlandais. Champion du monde de snooker 1972 et 1982.
  - Jacques Secrétin : Champion du monde de tennis de table en double mixte 1979. Champion d'Europe de tennis de table en simple 1976, en double 1980, par équipes et en double mixte 1984. († 24 novembre 2020).
- 1950 :
  - Larry Perkins, pilote de courses automobile australien.

### XXesièclede1951à2000
- 1952 :
  - Mike Webster, joueur de foot U.S. américain. († 24 septembre 2002).
- 1953 :
  - Ute Kircheis-Wessel, fleurettiste allemande. Championne olympique par équipes aux Jeux de Los Angeles 1984.
- 1955 :
  - Philippe Boisse, épéiste français. Champion olympique par équipes aux Jeux de Moscou 1980 puis en individuel et médaillé d'argent par équipes aux Jeux de Los Angeles 1984. Champion du monde d'escrime à l'épée et par équipes 1982 et 1983. Champion du monde d'escrime à l'épée en individuel 1985.
- 1956 :
  - Ingemar Stenmark, skieur alpin suédois. Médaillé de bronze du géant aux Jeux d'Innsbruck 1976 puis champion olympique du géant et du slalom aux Jeux de Lake Placid 1980. Champion du monde de ski alpin du géant et du slalom 1978 et du géant 1982.
- 1958 :
  - Andreas Wenzel, skieur alpin liechtensteinois. Médaillé d'argent du géant aux Jeux de Lake Placid 1980 puis de bronze du géant aux Jeux de Sarajevo 1984. Champion du monde de ski alpin du combiné 1978.
  - Toni Seiler, pilote de courses automobile d'endurance suisse.
- 1960 :
  - Jean-Pierre Bade, footballeur puis entraîneur français.
  - Guy Carbonneau, hockeyeur sur glace puis entraîneur canadien.
- 1962 :
  - Vincent Barteau, cycliste sur route français.
  - Volker Weidler, pilote de courses automobile d'endurance allemand. Vainqueur des 24 Heures du Mans 1991.
- 1964 :
  - Bonnie Blair, patineuse de vitesse américaine. Championne olympique du 500 m et médaillée de bronze du 1 000 m aux Jeux de Calgary 1988 puis championne olympique du 500 m et du 1 000 m aux Jeux d'Albertville 1992 et aux Jeux de Lillehammer 1994.
  - Alex Caffi, pilote de F1 italien.
- 1966 :
  - Irina Khabarova, athlète de sprint russe. Médaillée d'argent du relais 4 × 100 m aux Jeux d'Athènes 2004. Championne d'Europe du relais 4 × 100 m d'athlétisme 2006.
- 1968 :
  - Christophe Pinna, karatéka français.
- 1971 :
  - Wayne Arthurs, joueur de tennis australien. Vainqueur de la Coupe Davis 2003.
  - Mariaan de Swardt, joueuse de tennis sud-africaine.
- 1973 :
  - Éric Micoud, basketteur français.
- 1974 :
  - Arsi Harju, athlète de lancers finlandais. Champion olympique du poids aux Jeux de Sydney 2000.
  - Tina Križan, joueuse de tennis yougoslave puis slovène.
  - Laure Savasta, basketteuse française. Championne d'Europe de basket-ball 2001. (90 sélections en équipe de France).
- 1975 :
  - Kimmo Timonen, hockeyeur sur glace finlandais. Médaillé de bronze aux de Jeux de Nagano 1998 et d'argent aux Jeux de Turin 2006 puis de bronze aux Jeux de Vancouver 2010.
- 1976 :
  - Alexei Kazakov, volleyeur russe. Médaillé d'argent aux Jeux de Sydney 2000 puis de bronze aux Jeux d'Athènes 2004. (338 sélections en équipe nationale).
- 1977 :
  - Zdeno Chára, hockeyeur sur glace slovaque.
  - Fernando Rodney, joueur de baseball dominicain.
  - Willy Sagnol, footballeur français. Vainqueur de la Ligue des champions 2001. (58 sélections en équipe de France). Sélectionneur de l'Équipe de Géorgie depuis 2021.
- 1978 :
  - Jan Bulis, hockeyeur sur glace tchèque. Médaillé de bronze aux Jeux de Turin 2006.
  - Fernandão, footballeur puis entraîneur brésilien. Vainqueur de la Copa Libertadores 2006. (1 sélection en équipe nationale).  († 7 juin 2014).
  - Brooke Hanson, nageuse australienne. Championne olympique du 4 × 100 m 4 nages et médaillée d'argent du 100 m brasse aux Jeux d'Athènes 2004.
  - Brian Scalabrine, basketteur américain.
- 1979 :
  - Aino Kaisa Saarinen, fondeuse finlandaise. Médaillée de bronze du sprint par équipe aux Jeux de Turin 2006 puis du 30 km et du relais 4 × 5 km aux Jeux de Vancouver 2010. Championne du monde de ski de fond du relais 4 × 5 km 2007 et du 10 km, du sprint et du relais 4 × 5 km 2009.
- 1980 :
  - Sébastien Frey, footballeur français. (2 sélections en équipe de France).
  - Aleksey Yagudin, patineur artistique russe. Champion olympique messieurs aux Jeux de Salt Lake City 2002. Champion du monde de patinage artistique messieurs 1998, 1999, 2000 et 2002. Champion d'Europe de patinage artistique messieurs 1998, 1999 et 2002.
  - Tamatoa Wagemann, footballeur franco-tahitien. Champion d'Océanie de football 2012.
- 1981 :
  - Lina Andersson, fondeuse suédoise. Championne olympique du sprint par équipes aux Jeux de Turin 2006.
  - Tora Berger, biathlète norvégienne. Championne olympique du 15 km individuel aux Jeux de Vancouver 2010 puis de l'épreuve mixte, médaillée d'argent de la poursuite 10 km et de bronze du relais 4 × 6 km aux Jeux de Sotchi 2014. Championne du monde de biathlon de l'épreuve mixte 2011, du 15 km individuel, de la mass start 12,5 km et de l'épreuve mixte 2012 puis du 15 km individuel, de la poursuite 10 km, du relais 4 × 6 km et de l'épreuve mixte 2013.
  - Fabian Cancellara, cycliste sur route suisse. Champion olympique du contre la montre et médaillé d'argent de la course en ligne aux Jeux de Pékin 2008 puis champion olympique du contre la montre aux Jeux de Rio 2016. Champion du monde de cyclisme sur route contre la montre 2006, 2007, 2009 et 2010. Vainqueur du Tour de Suisse 2009, des Paris-Roubaix 2006, 2010 et 2013, de Milan-San Remo 2008, des Tours des Flandres 2010, 2013 et 2014.
  - Omar Diop, footballeur sénégalais.
  - Leslie Djhone, athlète de sprint français. Champion du monde d'athlétisme du relais 4 × 400 m 2003. Médaillé de bronze du relais 4 × 400 m aux CE d'athlétisme 2002 puis champion d'Europe d'athlétisme du relais 4 × 400 m et médaillé de bronze du 400 m 2006.
  - Maxime Grésèque, joueur de rugby à XIII français. Vainqueur de la Coupe d'Europe des nations 2005. (29 sélections en équipe de France).
  - Tuukka Kotti, basketteur finlandais. (77 sélections en équipe nationale).
  - Martin Ringström, basketteur suédois.
  - Tom Starke, footballeur allemand.
- 1982 :
  - Chad Cordero, joueur de baseball américain.
  - Timo Glock, pilote de F1 allemand.
- 1983 :
  - Stéphanie Cohen-Aloro, joueuse de tennis française. Victorieuse de la Fed Cup 2003.
- 1984 :
  - Simone Padoin, footballeur italien.
  - Rajeev Ram, joueur de tennis américain. Médaillé d'argent du double mixte aux Jeux de Rio 2016.
- 1985 :
  - Michaela Kirchgasser, skieuse alpin autrichienne. Championne du monde des nations de ski alpin 2007 et 2015.
- 1986 :
  - Cory Schneider, hockeyeur sur glace américano-suisse.
- 1987 :
  - C. J. Miles, basketteur américain.
  - Arnd Peiffer, biathlète allemand. Médaillé d'argent du relais 4 × 7,5 km aux Jeux de Sotchi 2014 puis champion olympique du sprint 10 km et médaillé de bronze du relais 4 × 7,5 km aux Jeux de Pyeongchang 2018. Champion du monde de biathlon de relais mixte 2010 et 2017, du sprint 10 km 2011, du relais 4 × 7,5 km 2015 et de l'individuel 20 km 2019.
  - Rebecca Soni, nageuse américaine. Championne olympique du 200 m brasse puis médaillée d'argent du 100 m brasse et du relais 4 × 100 m 4 nages aux Jeux de Pékin 2008, championne olympique du 200 m brasse et du relais 4 × 100 m 4 nages puis médaillée d'argent du 100 m brasse aux Jeux de Londres 2012. Championne du monde de natation du 100 m brasse 2009 puis du 100 m et 200 m brasse ainsi que du relais 4 × 100 m 4 nages 2011.
  - Mate Šunjić, handballeur croate. (16 sélections en équipe nationale).
  - Mauro Zárate, footballeur italo-argentin-chilien.
- 1988 :
  - Henri-Corentin Buysse, hockeyeur sur glace français.
  - Lossémy Karaboué, footballeur franco-ivoirien.
  - Ben McCalman, joueur de rugby à XV australien. Vainqueur du The Rugby Championship 2015. (53 sélections en équipe nationale).
- 1989 :
  - Guillaume Bonnet, joueur de rugby à XIII français. (1 sélection en équipe de France).
  - Filip Krušlin, basketteur croate.
  - Charlotte Leys, volleyeuse belge. (1 sélection en équipe nationale).
- 1990 :
  - Hervé Bazile, footballeur franco-haïtien.
- 1991 :
  - Pierre-Hugues Herbert, joueur de tennis français. Vainqueur de la Coupe Davis 2017.
  - Solomon Hill, basketteur américain.
  - Thomas Robinson, basketteur américain.
- 1992 :
  - Florian Chakiachvili, hockeyeur sur glace français.
  - Kélian Galletier, joueur de rugby français. (5 sélections en équipe de France).
- 1993 :
  - Jordy Delem, footballeur français.
- 1994 :
  - Kris Dunn, basketteur américain.
  - Andreas Maxsø, footballeur danois.
  - Giorgio Roda, pilote de courses automobile d'endurance italien.
- 1995 :
  - Tibor Halilović, footballeur croate.
- 1996 :
  - Senne Leysen, cycliste sur route belge.
  - Jemal Tabidze, footballeur géorgien.
- 1997 :
  - Gleison Bremer, footballeur brésilien.
  - Hou Zhihui, haltérophile chinoise. Championne olympique des -49kg aux jeux de Tokyo 2020. Championne du monde d'haltérophilie des -49kg 2018 et de l'arraché 2019. Championne d'Asie d'haltérophilie des -49kg à 5 reprises.
  - Ivica Zubac, basketteur croate.
- 1998 :
  - Konstantin Kuchayev, footballeur russe.
  - Orel Mangala, footballeur belgeo-congolais. (16 sélections avec l'équipe de Belgique).
  - Ross McCrorie, footballeur écossais.
- 1999 :
  - Gonzalo Maroni, footballeur argentin.
- 2000 :
  - Jesse Edwards, basketteur néerlandais.

### XXIesiècle
- 2001 :
  - Rasmus Wikström, footballeur suédois.
- 2002 :
  - Trai Hume, footballeur nord-irlandais.
  - Nathan Moriah-Welsh, footballeur guyanien.
  - Žan Vipotnik, footballeur slovène.
- 2003 :
  - Bjorn Meijer, footballeur néerlandais.
- 2004 :
  - Alessio Besio, footballeur suisse.
- 2006 :
  - Keita Kosugi, footballeur japonais.

## Décès

### XXesièclede1901à1950
- 1941 :
  - Henri Cornet, 56 ans, cycliste sur route français. Vainqueur du Tour de France 1904 et de Paris-Roubaix 1906. (° 4 août 1884).

### XXesièclede1951à2000
- 1964 :
  - Sigfrid Edström, 93 ans, athlète de sprint puis dirigeant sportif suédois. Fondateur de la FIA puis président du CIO de 1946 à 1952. (° (° 21 novembre 1870).
- 1968 :
  - Marcel Pinel, 59 ans, footballeur français. (7 sélections en équipe de France). (° 8 juillet 19088).
- 1977 :
  - José Carlos Pace, 32 ans, pilote de F1 brésilien. (1 victoire en Grand Prix). (° 6 octobre 1944).
- 1992 :
  - Jack Kelsey, 62 ans, footballeur gallois. (41 sélection en équipe nationale). (° 19 novembre 1929)

### XXIesiècle
- 2007 :
  - Bob Woolmer, 58 ans, joueur de cricket puis entraîneur anglais. (18 sélections en test cricket). (° 14 mai 1948).